# Біотоп
Біото́п (грец. βιος — життя і грец. τοπος — місце) — ділянка поверхні Землі з більш-менш однотипними умовами існування (ґрунтом, мікрокліматом тощо). Біотоп є основною екологічною одиницею класифікації ділянок земної поверхні за ступенем їх подібності. Зазвичай біотоп заселений певним угрупованням організмів (біоценозом). Разом із біоценозом біотоп складає біогеоценоз, тобто є його неорганічною компонентою. У більш вузькому тлумаченні біотоп розглядають, як середовище існування комплексу тварин, що входять у біоценоз.
Біотопи об'єднують разом у т. зв. біохори.
Приклади біотопу — ялинник, діброва, сіножать, скеля, печера, дно водойми, калюжа, болото тощо.
Термін біотоп запроваджений німецьким ученим Гессе (нім. Hesse) у 1924 році.
Біотоп є середовищем існування угруповання, чим відрізняється від оселища (= хабітату) як характеристики середовища виду або популяції.

## Класифікація
Див. статтю Класифікація біотопів